# Dorylus agressor
Dorylus agressor é uma espécie de formiga do gênero Dorylus.